# Los Telares, Argentina
Los Telares är en kommunhuvudort i Argentina.   Den ligger i provinsen Santiago del Estero, i den norra delen av landet, 800 km nordväst om huvudstaden Buenos Aires. Los Telares ligger 107 meter över havet och antalet invånare är 2 032.
Terrängen runt Los Telares är mycket platt. Runt Los Telares är det mycket glesbefolkat, med 3 invånare per kvadratkilometer.. Los Telares är det största samhället i trakten.
Trakten runt Los Telares består i huvudsak av gräsmarker.